# Laerru
Laerru (en sard, Laerru) és un municipi italià, dins de la província de Sàsser. L'any 2007 tenia 1.029 habitants. Es troba a la regió d'Anglona. Limita amb els municipis de Bulzi, Martis, Nulvi, Perfugas i Sedini.

## Administració
| Període | Identitat        | Partit        |
| ------- | ---------------- | ------------- |
| 2006-   | Francesco Fraoni | Llista cívica |